# Herrarnas Madison vid olympiska sommarspelen 2008
Herrarnas Madison i bancykling vid olympiska sommarspelen 2008 ägde rum den 19 augusti i Laoshan Velodrome.
Detta bancykelformat består av ett enda lopp. Loppet är 50 kilometer långt, vilket motsvarar 200 varv. Cyklisterna tävlar i par, där en vilar medan den andra kör. Placeringen avgörs först genom varv, därefter av poäng. Poäng delas ut baserat på sprinter vart tjugonde varv. Den som kommer först i en sprint får 5 poäng, tvåan 3, trean 2 och fjärde får 1 poäng. Oavgjort efter både varv och poäng ger segern till den som vann den sista spurten.

## Medaljörer
| Event             | Guld                                 | Silver                               | Brons                                   |
| Herrarnas Madison | Argentina Juan Curuchet Walter Pérez | Spanien Joan Llaneras Antonio Tauler | Ryssland Michail Ignatiev Alexei Markov |

### Resultat
| Placering | Nation         | Cyklist 1          | Cyklist 2            | Poäng | Varv |
| --------- | -------------- | ------------------ | -------------------- | ----- | ---- |
| 1         | Argentina      | Juan Curuchet      | Walter Pérez         | 8     |      |
| 2         | Spanien        | Joan Llaneras      | Antonio Tauler       | 7     |      |
| 3         | Ryssland       | Michail Ignatiev   | Alexei Markov        | 6     |      |
| 4         | Belgien        | Iljo Keisse        | Kenny De Ketele      | 17    | -1   |
| 5         | Tyskland       | Roger Kluge        | Olaf Pollack         | 15    | -1   |
| 6         | Danmark        | Michael Mørkøv     | Alex Nicki Rasmussen | 14    | -1   |
| 7         | Frankrike      | Matthieu Ladagnous | Jérôme Neuville      | 12    | -1   |
| 8         | Nederländerna  | Jens Mouris        | Peter Schep          | 6     | -1   |
| 9         | Storbritannien | Mark Cavendish     | Bradley Wiggins      | 6     | -1   |
| 10        | Nya Zeeland    | Greg Henderson     | Hayden Roulston      | 5     | -1   |
| 11        | Schweiz        | Franco Marvulli    | Bruno Risi           | 3     | -1   |
| 12        | Kanada         | Zachary Bell       | Martin Gilbert       | 5     | -3   |
| 13        | Tjeckien       | Milan Kadlec       | Alois Kaňkovský      | 3     | -3   |
| 14        | Italien        | Angelo Ciccone     | Fabio Masotti        | 0     | -3   |
| 15        | Ukraina        | Lyubomyr Polatayko | Volodymyr Rybin      | 0     | -3   |
| 16        | USA            | Michael Friedman   | Bobby Lea            | 3     | -4   |